# Scapulaire du Sacré-Cœur
Ne doit pas être confondu avec Scapulaire des Sacrés-Cœurs de Jésus et Marie.
Le scapulaire du Sacré-Cœur est un scapulaire catholique associé aux apparitions de Notre-Dame de Pellevoisin à Estelle Faguette en 1876.
Cette dévotion s'appuie sur la dévotion au Sacré-Cœur de Jésus, initiée par Marguerite-Marie Alacoque au XVIIe siècle, et déjà installée en France au XIXe siècle. En 1877, Estelle Faguette demande à son évêque l'autorisation de promouvoir un nouveau scapulaire dédié au Sacré-Cœur de Jésus. L'évêque donne son accord. Cette autorisation est confirmée par le Vatican en 1900. Le sanctuaire de Pellevoisin est un promoteur de cette dévotion.

## Description
Ce scapulaire se compose de deux morceaux de laine blanche rattachés l'un à l'autre par des cordons, l'un porte l'image du Sacré-Cœur et l'autre l'image de Notre-Dame de Pellevoisin avec le titre « Mère de miséricorde »,. Le but de son port est de se consacrer au Sacré-Cœur de Jésus.

## Origine

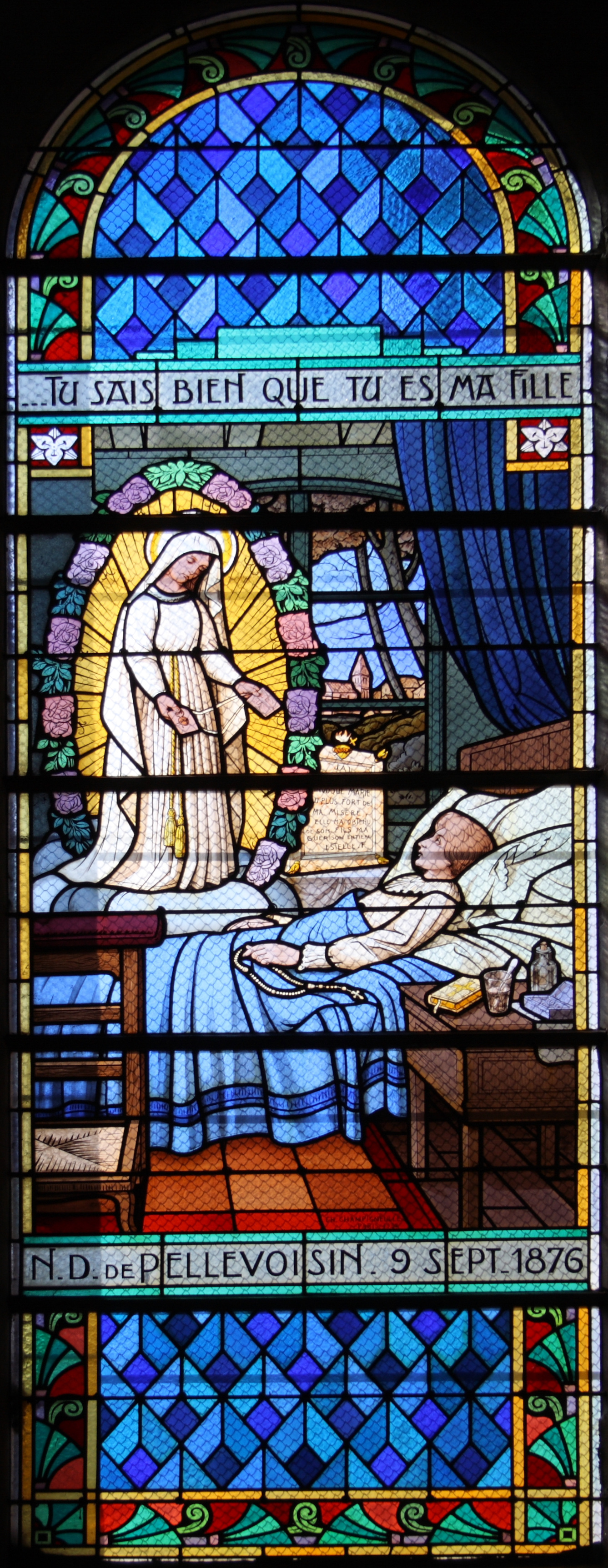
Vitrail représentant les apparitions mariales de Pellevoisin en 1876 : la Vierge présente le scapulaire à Estelle Faguette.

Marguerite-Marie Alacoque, visitandine à Paray-le-Monial inaugure la coutume de porter sur sa poitrine une image du Sacré-Cœur d'après les visions dont elle dit bénéficier, il ne s'agissait pas au départ d'un scapulaire mais d'une simple image que l'on cousait sur ses vêtements, la même image est répandue par une autre visitandine, Anne-Madeleine Rémusat, en particulier lors de la peste de Marseille sous le nom de sauvegarde. Vers 1780 à Nantes, c'est encore une visitandine, Marie-Anne Galipaud, qui propage les images du Sacré-Cœur. Pendant la guerre de Vendée, les chefs de la grande armée portent également cette sauvegarde.
L'origine du scapulaire du Sacré-Cœur est due à Estelle Faguette, qui aurait eu 15 apparitions de la Vierge à Pellevoisin en 1876. C'est lors de la 9e apparition que la Vierge montre le scapulaire ; dans les visions suivantes, elle encourage la dévotion au scapulaire du Sacré-Cœur,.

## Approbation
Le scapulaire est approuvé le 28 juillet 1877 par Mgr de la Tour d'Auvergne, archevêque de Bourges qui érige le même jour une confrérie de Notre-Dame de Pellevoisin mais sans reconnaître les apparitions. Le 8 mai 1894, le pape Léon XIII élève la confrérie en archiconfrérie et par un décret du 4 avril 1900, approuve le scapulaire avec indulgences mais l'affiliation à l'archiconfrérie n'est pas obligatoire pour recevoir le scapulaire.
Le sanctuaire de Pellevoisin se veut un lieu moteur de cette dévotion.